# 福爾德島
67°17′S 59°23′E / 67.283°S 59.383°E
福爾德島（英語：Fold Island）是南極洲的島嶼，位於肯普地，長10公里、寬5公里，西面是史蒂芬森灣，東面是威廉斯科斯比灣，該島嶼在1936年2月被英國探險隊發現。